# Tipula alpium
Tipula alpium är en tvåvingeart som beskrevs av Ernst Evald Bergroth 1888. Tipula alpium ingår i släktet Tipula och familjen storharkrankar. Arten är reproducerande i Sverige. Inga underarter finns listade i Catalogue of Life.